# Ehe in Gefahr
Ehe in Gefahr (Originaltitel: The Passionate Adventure) ist ein britisches Filmdrama von Graham Cutts aus dem Jahr 1924. Der Stummfilm basiert auf einem Roman von Frank Stayton. Von filmhistorischer Bedeutung ist der Film vor allem wegen der Mitarbeit von Alfred Hitchcock in verschiedenen Funktionen vor seiner eigenen Karriere als Regisseur.

## Handlung
Der Aristokrat St. Clair ist unglücklich verheiratet. Diesem Los versucht er zu entkommen, indem er unerkannt ein neues Leben als Obdachloser beginnt.

## Hintergrund
- Ehe in Gefahr ist einer von fünf Filmen, bei denen Alfred Hitchcock Regieassistent von Graham Cutts war. Darüber hinaus schrieb er am Drehbuch mit und war Ausstatter sowie für die Bauten verantwortlich. Die ersten dieser Filme hatte das Produzententrio Michael Balcon, Victor Saville, John Freedman (Balcon-Saville-Freedman) produziert. Anschließend hatte Michael Balcon, der in den 1930er Jahren einige der berühmtesten Hitchcock-Filme produzieren sollte, die Produktionsfirma Gainsborough Pictures gegründet und produzierte Ehe in Gefahr sowie die weiteren Filme von Cutts und Hitchcock.
- In einer frühen Rolle ist der spätere Oscar-Gewinner Victor McLaglen zu sehen.